# Gerhard Schulenburg

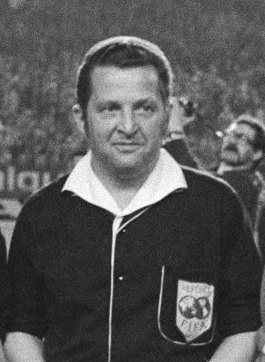
Gerhard Schulenburg, 1971

Gerhard Schulenburg (* 11. Oktober 1926 in Hamburg; † 26. März 2013 ebenda) war ein deutscher Fußballschiedsrichter.

## Fußball
Schulenburg leitete zwischen 1963 und 1974 insgesamt 105 Spiele der ersten Fußball-Bundesliga.
Er nahm als Schiedsrichter an der Fußball-Weltmeisterschaft 1974 in Deutschland teil, wo er in Dortmund das Spiel Schottland gegen Zaire (2:0) leitete. Zudem war der FIFA-Schiedsrichter zwischen 1966 und 1972 wiederholt bei Qualifikationsspielen zu Welt- und Europameisterschaften im Einsatz. Bei der EM 1968 leitete Schulenburg das Viertelfinale zwischen Bulgarien und Italien (3:2). Im September 1968 war Gerhard Schulenburg Schiedsrichter des UEFA-Cup-Endspiels zwischen Ferencváros Budapest und Leeds United. Zusammen mit Albert Dusch, der die Pokalendspiele 1954, 1957 und 1960 leitete, hält er den Rekord, dreimal das DFB-Pokalendspiel geleitet zu haben (1959, 1966 und 1970).